# Carlos Mouriño
Manuel Carlos Mouriño Atanes (Vigo, 4 marzo 1943) è un imprenditore e dirigente sportivo spagnolo.

## Biografia
Carlos Mouriño è un uomo d'affari spagnolo, presidente del GES Corporate e dal 2006 Presidente della società calcistica del Celta de Vigo.
È il padre dell'ex Ministro degli Interni messicano Juan Camilo Mouriño.

## Celta Vigo
Diventa presidente del Celta Vigo il 16 giugno 2006, ereditando la squadra da Horacio Gómez Araújo.
Nell'annata precedente la squadra ottiene la qualificazione alla Coppa UEFA, che viene dunque disputata nel primo anno di presidenza di Mouriño. A fine stagione la squadra retrocede in seconda serie.
Nella stagione 2007-2008 la squadra si salva dalla retrocessione in terza serie per due punti e con tre cambi di allenatore. Nel frattempo ha costruito una squadra di soli giocatori galiziani. Al termine di questa stagione ha salvato la squadra dal fallimento versando sette milioni di euro nelle casse della società.